# Madeleine Peters
Madeleine Marie "Maddy" Peters (nacida el 30 de marzo de 1996) es una actriz de doblaje canadiense. Es conocida por interpretar a Scootaloo en My Little Pony: La magia de la amistad. Algunos de sus otros papeles incluyen a Helen en Martha habla y Emily en Barbie: Escuela de Princesas.

## Televisión
- Being Ian - Jenna (2005)
- Martha habla - Helen (2008-2013)
- My Little Pony: La magia de la amistad - Scootaloo (2010-2019)
- B-Daman Fireblast - Natsumi 'Sumi' Inaba (Versión Inglesa) (2014)
- My Little Pony: Pony Life - Scootaloo (2020-2021)

## Películas
- My Little Pony: Equestria Girls - Scootaloo

## Directo a DVD
- Barbie: Escuela de Princesas - Emily